# Liste der Monuments historiques in Montfort-l’Amaury
Die Liste der Monuments historiques in Montfort-l’Amaury führt die Monuments historiques in der französischen Gemeinde Montfort-l’Amaury auf.

## Liste der Bauwerke
| Bezeichnung                  | Beschreibung | Standort                          | Kennzeichnung | Schutzstatus | Datum     | Bild           |
| ---------------------------- | ------------ | --------------------------------- | ------------- | ------------ | --------- | -------------- |
| Friedhof                     |              | (Lage)                            | PA00087550    | Classé       | 1875      |                |
| Hôtel Le Boistel             |              | 14, rue Peteau-de-Maulette (Lage) | PA00087552    | Inscrit      | 1977      |                |
| Kirche Saint-Pierre          |              | (Lage)                            | PA00087551    | Classé       | 1840      |                |
| Musée Maurice Ravel          |              | 5, rue Maurice-Ravel (Lage)       | PA00132998    | Inscrit      | 1994 2019 | weitere Bilder |
| Schloss Groussay             |              | (Lage)                            | PA00087795    | Classé       | 1993      |                |
| Tour Anne-de-Bretagne (Turm) |              | (Lage)                            | PA00087549    | Classé       | 1862      |                |

## Liste der Objekte

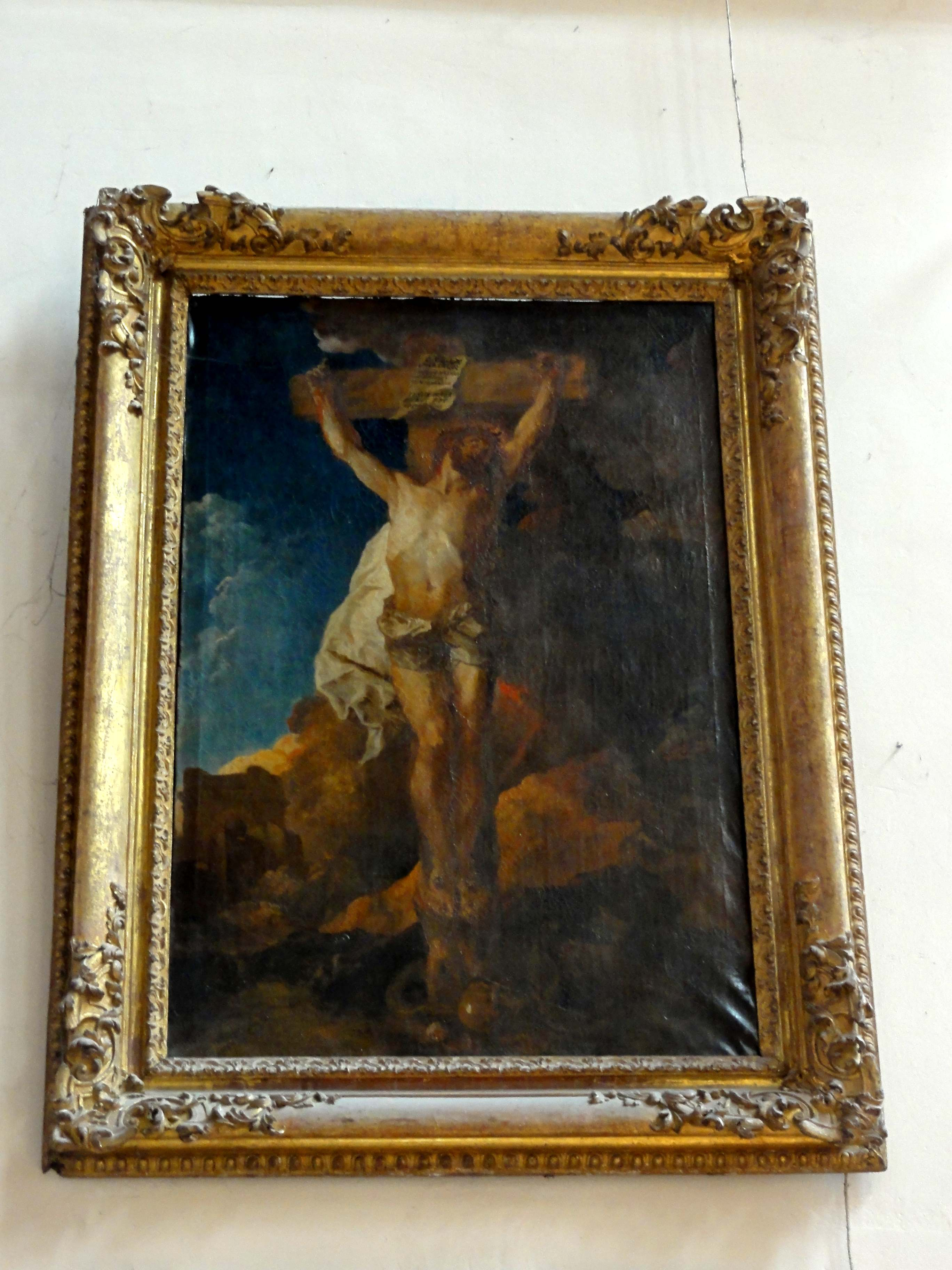
Ölgemälde Christus am Kreuz in der Kirche St-Pierre

- Monuments historiques (Objekte) in Montfort-l’Amaury in der Base Palissy des französischen Kultusministeriums